# Rita Nunes
Rita Nunes (Lisboa, 1974) é uma premiada cineasta portuguesa. 

## Biografia
Formada pela Escola Superior de Teatro e Cinema, onde se especializou em Imagem, produz e realiza em 1997 Menos Nove, sua primeira curta-metragem. 
Actualmente a trabalhar como realizadora de publicidade, assinou ainda os telefilmes produzidos por Paulo Branco para a RTP1 Contas do Morto (2000) e Só Por Acaso (2002).

## Prémios e reconhecimento
Recebeu vários prémios com a curta-metragem Menos 9, nomeadamente os Prémio Jovem Cineasta Português e Prémio RTP Onda Curta, na quinta edição do Festival International de Vila do Conde. 

## Filmografia
Entre a sua filmografia encontram-se: 

### Curtas
- Roleta Russa (1996);
- Menos Nove (1996);
- Proibido fumar (2002);
- O Amor é Kitsch (2002);
- Dia Triunfal (2009);
- Canal (2014)

### Longas metragens
- Amália por Nós (1998)
- Linhas tortas (2017)

### Televisão
- As Contas do Morto (2001)
- Só Por Acaso (2003)
- Madre Paula (2017)
- A Aritmética da Salvação (2017)

## Ligações Externas
- Rita Nunes no IMDB